# Wadym Płotnykow
Wadym Wjaczesławowycz Płotnykow, ukr. Вадим В'ячеславович Плотников (ur. 12 kwietnia 1968 w Kirowsku, w obwodzie ługańskim) – ukraiński piłkarz, grający na pozycji pomocnika, trener piłkarski.

## Kariera piłkarska

### Kariera klubowa
W 1991 rozpoczął karierę piłkarską w klubie Wahonobudiwnyk Stachanow. Sezon 1992 rozpoczął w Stachanowcu Stachanow, potem przeszedł do Stal Ałczewsk, ale wkrótce powrócił do Stachanowca Stachanow. W 1993 ponownie został piłkarzem Stali Ałczewsk, w którym zakończył karierę piłkarską latem 2001 roku.

## Kariera trenerska
Po zakończeniu kariery piłkarskiej rozpoczął pracę trenerską. W latach 2000–2008 pomagał trenować Stal Ałczewsk. Od września 2008 pełnił obowiązki głównego trenera Stali, a w następnym roku został zatwierdzony na stanowisku głównego trenera. 5 listopada 2009 został zmieniony na Anatolija Wołobujewa. 20 czerwca 2013 w klubie odbyła się rotacja - na stanowisko głównego trenera Stali Ałczewsk awansował Płotnykow, a Wołobujew został dyrektorem sportowym klubu.